# 2064 Thomsen
2064 Thomsen (1942 RQ) là một tiểu hành tinh đi ngang qua Sao Hỏa được Liisi Oterma phát hiện tại Turku ngày 8.9.1942.
Tiểu hành tinh này có thể tới gần sát Sao Hỏa, cách 15 Gm (15.000 Km) trong năm 2103.